# بوسا نوا (فیلم)
«بوسا نوا» (انگلیسی: Bossa Nova (film)) فیلمی در ژانر کمدی رمانتیک، کمدی، و کمدی-درام به کارگردانی برونو بارتو است که در سال ۲۰۰۰ منتشر شد. از بازیگران آن می‌توان به ایمی ایروینگ، آنتونیو فاگوندس، جیووانا آنتونلی، استیون توبولوسکی، و پدرو کاردوسو اشاره کرد.